# Cantó de Lió-VI
El cantó de Lió-VI és un antic cantó francès del departament del Roine, situat al districte de Lió. Compta part del municipi de Lió.

## Municipis
- Comprèn el 6è districte de Lió al nord des de les rues de Sèze, Curie, Juliette Récamier i Émeraudes, és a dir, la part nord del barri de Les Brotteaux, el Parc de la Tête d'Or i la Cité internationale.

| Data d'elecció                           | Identitat          | Partit           | Qualitat |
| ---------------------------------------- | ------------------ | ---------------- | -------- |
| 1945-1949                                | Albert Vallet      | RPF              |          |
| 1949-1961                                | Guy Jarrosson      | CNI              |          |
| 1961-1992                                | Louis Chaîne       | MRP, després UDF |          |
| 1992-2004                                | André Bourgogne    | RPR              |          |
| 2004-2011                                | Dominique Perben   | UMP              |          |
| 2011-2014                                | Jean-Jacques David | Divers droite    |          |
| les dades anteriors no són pas conegudes |                    |                  |          |